# Arquidiocese de La Plata
A Arquidiocese de La Plata (em latim: Archidiœcesis Platensis) é uma circunscrição eclesiástica da Igreja Católica situada em La Plata, Argentina. Sua Sé é a Catedral de Nossa Senhora das Dores.
Possui 72 paróquias servidas por 156 padres, contando com 935000 habitantes, com 92,2% da população jurisdicionada batizada.

## História
A diocese de La Plata foi erigida em 15 de fevereiro de 1897 com a bula In Petri Cathedra do Papa Leão XIII, recebendo o território da arquidiocese de Buenos Aires, da qual originalmente era sufragânea.
Em 20 de abril de 1934 cedeu partes do seu território para a criação das dioceses de Azul, de Bahía Blanca (hoje arquidiocese) e de Mercedes (atual arquidiocese de Mercedes-Luján) e também foi elevada ao posto de arquidiocese metropolitana com a bula Nobilis Argentinae nationis do Papa Pio XI.
Mais tarde, cedeu várias porções de seu território para a criação de novas dioceses, e em particular:
- em 3 de março de 1947 em vantagem da ereção da diocese de San Nicolás de los Arroyos;
- em 11 de fevereiro de 1957 em vantagem da ereção da diocese de Lomas de Zamora, de Mar del Plata, de Morón e de San Isidro;
- em 10 de abril de 1961 em vantagem da ereção da diocese de Avellaneda (atual diocese de Avellaneda-Lanús);
- em 19 de junho de 1976 em vantagem da ereção da diocese de Quilmes;
- em 27 de março de 1980 em vantagem da ereção da diocese de Chascomús.

## Prelados
|                          | Nome                                     | Período    | Notas                                                |
| Arcebispos               | Arcebispos                               | Arcebispos | Arcebispos                                           |
| ------------------------ | ---------------------------------------- | ---------- | ---------------------------------------------------- |
| 10º                      | Gustavo Oscar Carrara                    | 2024-      | Atual                                                |
| 9º                       | Gabriel Antonio Mestre                   | 2023-2024  | Arcebispo emérito                                    |
| 8º                       | Víctor Manuel Fernández                  | 2018-2023  | Nomeado Prefeito do Dicastério para a Doutrina da Fé |
| 7º                       | Héctor Rubén Aguer                       | 2000-2018  | Arcebispo emérito                                    |
| 6º                       | Carlos Walter Galán Barry †              | 1991-2000  |                                                      |
| 5º                       | Antonio Quarracino †                     | 1985-1990  | Nomeado Arcebispo de Buenos Aires                    |
| 4º                       | Antonio José Plaza †                     | 1955-1985  |                                                      |
| 3º                       | Tomás Juan Carlos Solari †               | 1948-1954  |                                                      |
| 2º                       | Juan Pascual Chimento †                  | 1938-1946  |                                                      |
| 1º                       | Francisco Alberti †                      | 1934-1938  |                                                      |
| Arcebispo-coadjutor      |                                          |            |                                                      |
|                          | Héctor Rubén Aguer                       | 1998-2000  |                                                      |
| Bispos-auxiliares        |                                          |            |                                                      |
|                          | Federico Guillermo Wechsung              | 2023-atual |                                                      |
|                          | Jorge Esteban González                   | 2020-atual |                                                      |
|                          | Alberto Germán Bochatey Chaneton, O.S.A. | 2012-atual |                                                      |
|                          | Nicolás Baisi                            | 2010-2020  | Nomeado Bispo de Puerto Iguazú                       |
|                          | Antonio Marino                           | 2003-2011  | Nomeado Bispo de Mar del Plata                       |
|                          | Guillermo José Garlatti                  | 1994-1997  | Nomeado Bispo de San Rafael                          |
|                          | José María Montes                        | 1978-1983  | Nomeado Bispo de Chascomús                           |
|                          | Mario Picchi, S.D.B.                     | 1975-1978  | Nomeado Bispo de Venado Tuerto                       |
|                          | Octavio Nicolás Derisi                   | 1970-1984  |                                                      |
|                          | Eduardo Francisco Pironio                | 1964-1972  | Nomeado Bispo de Mar del Plata                       |
|                          | Raúl Francisco Primatesta                | 1957-1961  | Nomeado Bispo de San Rafael                          |
|                          | Enrique Rau                              | 1951-1954  | Nomeado Bispo de Resistencia                         |
|                          | Germiniano Esorto                        | 1943-1946  | Nomeado Bispo de Buenos Aires                        |
|                          | Anunciado Serafini                       | 1935-1939  | Nomeado Bispo de Mercedes                            |
|                          | Juan Pascual Chimento                    | 1928-1934  | Nomeado Bispo de Mercedes                            |
|                          | Santiago Luis Copello                    | 1918-1928  | Nomeado Bispo-auxiliar de Buenos Aires               |
|                          | Francisco Alberti                        | 1899-1917  | Nomeado Bispo-auxiliar de Buenos Aires               |
| Bispos                   |                                          |            |                                                      |
| 3º                       | Francisco Alberti †                      | 1921-1934  |                                                      |
| 2º                       | Juan Nepomuceno Terrero y Escalada †     | 1900-1921  |                                                      |
| 1º                       | Mariano Antonio Espinosa †               | 1898-1900  | Nomeado Arcebispo de Buenos Aires                    |
| Administrador Apostólico |                                          |            |                                                      |
|                          | Alberto Germán Bochatey Chaneton, O.S.A. | 2024       | Segunda vez                                          |
|                          | Alberto Germán Bochatey Chaneton, O.S.A. | 2018       |                                                      |